# Mudal (Boyolali)
Mudal is een bestuurslaag in het regentschap Boyolali van de provincie Midden-Java, Indonesië. Mudal telt 5488 inwoners (volkstelling 2010).